# Gatti (cognome)
Gatti è un cognome di lingua italiana.

## Varianti
Gatto, Gatta, Lo Gatto, La Gatta, Gattelli, Gattello, Gattini, Gattinoni, Gattoli, Gattolin, Gattulli, Gattullo, Gattai, Gattei, Gattel, Gatteschi, Gattiglia, Gattuso.

## Origine e diffusione
Deriva dal soprannome "gatto", attribuito a persone agili, furbe o dal carattere sornione.
È il cognome di oltre 7.700 famiglie italiane, concentrate perlopiù nell'Italia settentrionale, in particolare Lombardia, Emilia-Romagna e Piemonte, ed è il cinquantunesimo cognome italiano per diffusione.
La sua variante Gatto, portata da circa 4.000 famiglie, risulta essere più panitaliana e i ceppi più numerosi si trovano in Veneto e Piemonte.
Gatti è stato il cognome di un'importante famiglia lombarda di proprietari terrieri.

## Persone
- Aurelio Gatti, pittore italiano (Cremona, n.1556 - Bergamo, † 1602)
- Bernardino Gatti, pittore italiano (Pavia - Cremona, † 1576)
- Fortunato Gatti, pittore italiano (Parma, n.1597 - Parma, † 1651)